# B. R. P. Bhaskar
Babu Rajendra Prasad Bhaskar (12 de marzo de 1932 - 4 de junio de 2024) fue un periodista y activista social de derechos humanos indio de Kerala.

## Vida y carrera

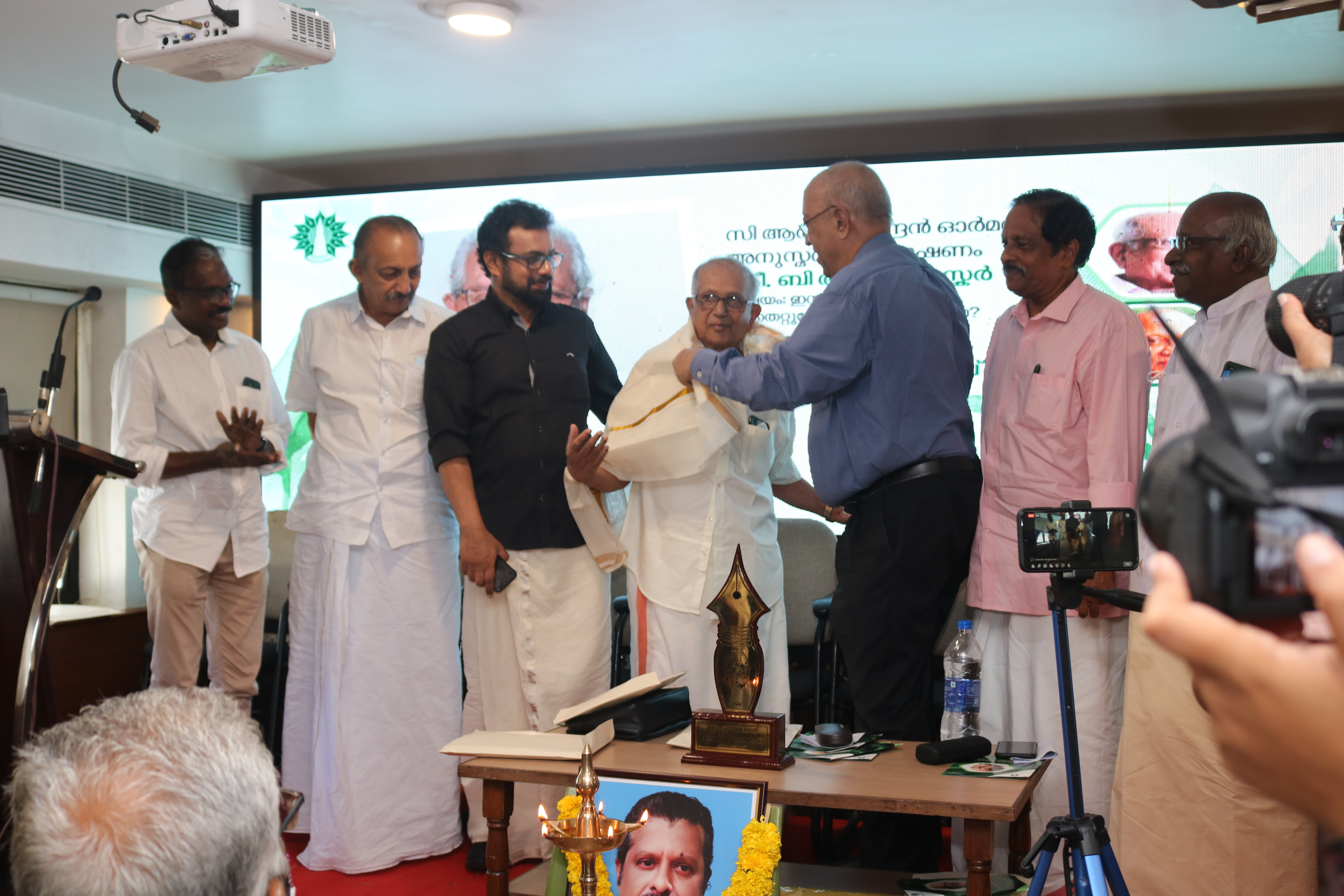
BRP fue felicitada en una reunión celebrada por CR Trust en Kollam 2022

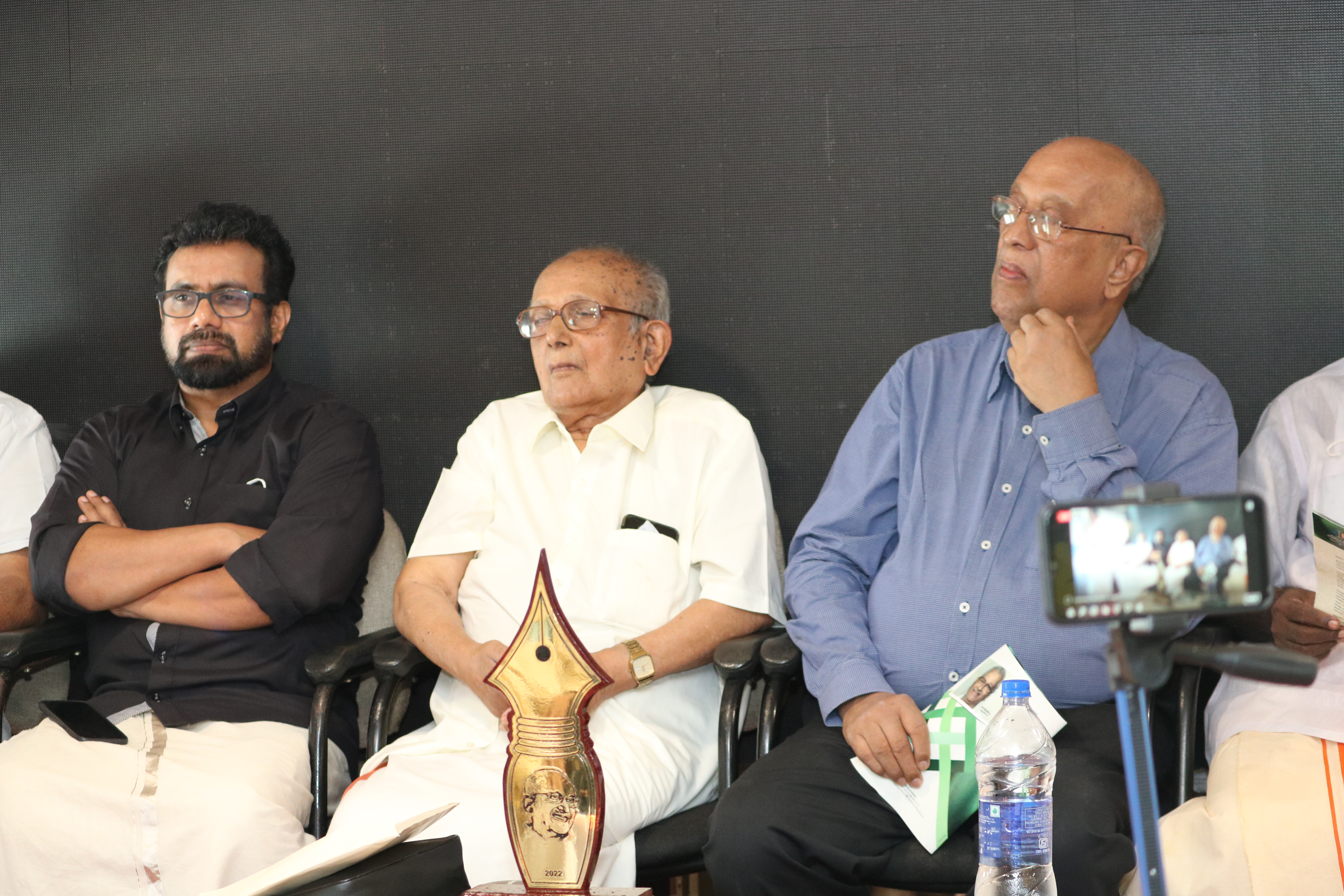
BRP-Thomas Jacob-John Brittas - Ceremonia de felicitación de BRP celebrada en Kollam

Bhaskar fue editor de muchos de los principales periódicos nacionales de India: Coeditor de The Hindu en Chennai (1953-1958); Editor adjunto en The Statesman en Nueva Delhi (1959-1963); Coeditor de Patriot de 1963 a 1965. También trabajó en UNI de 1965 a 1983. Fue editor asociado en el Deccan Herald en Bangalore de 1984 a 1991. De 1996 a 1997, se desempeñó como director y consultor del Andrapradesh Times en Hyderabad.
BRP fue columnista del periódico Gulf Today, publicado en Sharjah, y escribió para varios periódicos en malayalam e inglés. Recibió el Premio Kerala Sahitya Akademi de Biografía y Autobiografía en 2022 por su biografía, News Room.
Bhaskar falleció el 4 de junio de 2024, a los 92 años.